# Bertha von Burgund

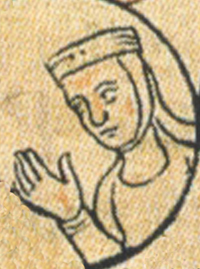
Bertha von Burgund

Bertha von Burgund war die Tochter des Königs Konrad III. von Burgund und der Mathilde, Tochter des westfränkischen Königs Ludwig IV.
In der Literatur werden ihre Lebensdaten allgemein mit * um 965; † nach 1010 angegeben.
Sie heiratete in erster Ehe Odo I. Graf von Blois und Chartres, mit dem sie drei Kinder hatte.
Der spätere König Robert II. der Fromme verstieß seine erste Ehefrau Rozala-Susanna von Italien, die, einst aus politischen Gründen geheiratet, keine Kinder gebar. Um den Fortbestand der königlichen Dynastie zu sichern, war die Eheschließung mit Bertha erwogen worden. In manchen Darstellungen findet sich die Annahme, die Ehe wäre als Auflehnung gegen seinen Vater Hugo Capet zu vermuten und erst dessen Tod im Oktober 996 hätte den Weg für die Heirat frei gemacht. Die Darstellung zeitgenössischer Chronisten lässt dies inzwischen nicht mehr annehmen, zumal Verwandtschaftsehen zur damaligen Zeit nicht ungewöhnlich waren.
Vielmehr wegen der Verletzung der kirchlichen Heiratsschranken, Bertha war nicht nur seine Cousine, Robert II. war auch Taufpate ihres Sohnes, so dass ein Fall von „cognatio spiritualis“ vorlag, erregten beide den Unwillen der Kirche. Der Papst Gregor V. drohte beiden 997 mit der Exkommunikation. Da sein Spruch keine Wirkung zeigte, folgte 999 der Beschluss, das Robert II. seine Gemahlin zu verlassen habe und beide eine siebenjährige Buße zu leisten hätten. Das Paar blieb zusammen, bis Bertha 1003/04 verstoßen wurde. Die Trennung änderte jedoch nichts am Verhältnis zwischen Robert und Bertha. Er versuchte sogar, den Papst Sergius IV. um 1010 dazu zu bewegen, die Ehe der beiden anzuerkennen.
Robert heiratete um 1003 Konstanze von der Provence, die mit der Geburt von Söhnen die Stammfolge sicherte.